# Рува (Антананариву)
Рува (малаг. Rova Manjakamiadana) — бывший королевский дворец в Антананариву.
Дворцовый комплекс находится на высоте 1480 метров над уровнем моря на холме Аналаманга. Место было занято правителем Имерины Андриандзакой (ок. 1612—1630) ещё в начале XVII века. Крепостные сооружения на горе постоянно перестаивались. Для увеличения площади комплекса к 1800 году высота Аналаманга даже была снижена на 9 м.
Деревянный дворец начал строиться лишь в 1820-е годы, впоследствии он был облицован камнем под началом Жана Лабора. Долгое время здания комплекса были единственными каменными сооружениями Антананариву, так как их строительство было запрещено местной королевой Ранавалуной I. В 1860-е годы Ранавалуна II приняла христианство, после этого королевский комплекс пополнила каменная королевская часовня.
Рува служила королевской резиденцией вплоть до установления на Мадагаскаре французской колонии в 1896 году. С 1897 года в Рува открыт Исторический музей.
В 1995 году, накануне планируемого занесения в список Всемирного наследия, дворец сгорел во время политической демонстрации. К настоящему времени воссоздан из пепла.